# 窄叶聚花海桐
窄叶聚花海桐（学名：Pittosporum balansae var. angustifolium）为海桐花科海桐花属下的一个变种。

## 扩展阅读
- 維基物種上的相關：窄叶聚花海桐